# 7e étape du Tour de France 1997
Pour un article plus général, voir Tour de France 1997.
La septième étape du Tour de France 1997 s'est déroulée le 12 juillet 1997 entre Marennes et Bordeaux  sur un parcours de 194 km. Cette étape est remportée au sprint par l'Allemand Erik Zabel dont c'est la deuxième victoire sur ce Tour 1997.

## Classement de l'étape
| \| Classement de l'étape \| Classement de l'étape \| Classement de l'étape \| Classement de l'étape \| Classement de l'étape \| \| Coureur \| Coureur \| Pays \| Équipe \| Temps \| \| --------------------- \| --------------------- \| --------------------- \| ------------------------------- \| --------------------- \| \| 1er \| Erik Zabel \| Allemagne \| Deutsche Telekom \| 4 h 11 min 15 s \| \| 2e \| Jaan Kirsipuu \| Estonie \| Casino, c'est votre équipe \| + 0 s \| \| 3e \| Jeroen Blijlevens \| Pays-Bas \| TVM-Farm Frites \| + 0 s \| \| 4e \| Robbie McEwen \| Australie \| Rabobank \| + 0 s \| \| 5e \| Massimo Strazzer \| Italie \| Alessio-Bianchi \| + 0 s \| \| 6e \| François Simon \| France \| Gan \| + 0 s \| \| 7e \| Henk Vogels \| Australie \| Gan \| + 0 s \| \| 8e \| Frédéric Moncassin \| France \| Gan \| + 0 s \| \| 9e \| Nicolas Jalabert \| France \| Cofidis-Le Crédit par Téléphone \| + 0 s \| \| 10e \| Mario Traversoni \| Italie \| Mercatone Uno \| + 0 s \| |                    |           |                                 |                 |
| |                    |           |                                 |                 |
| |                    |           |                                 |                 |
| Classement de l'étape |                    |           |                                 |                 |
| Coureur | Coureur            | Pays      | Équipe                          | Temps           |
| 1er | Erik Zabel         | Allemagne | Deutsche Telekom                | 4 h 11 min 15 s |
| 2e | Jaan Kirsipuu      | Estonie   | Casino, c'est votre équipe      | + 0 s           |
| 3e | Jeroen Blijlevens  | Pays-Bas  | TVM-Farm Frites                 | + 0 s           |
| 4e | Robbie McEwen      | Australie | Rabobank                        | + 0 s           |
| 5e | Massimo Strazzer   | Italie    | Alessio-Bianchi                 | + 0 s           |
| 6e | François Simon     | France    | Gan                             | + 0 s           |
| 7e | Henk Vogels        | Australie | Gan                             | + 0 s           |
| 8e | Frédéric Moncassin | France    | Gan                             | + 0 s           |
| 9e | Nicolas Jalabert   | France    | Cofidis-Le Crédit par Téléphone | + 0 s           |
| 10e | Mario Traversoni   | Italie    | Mercatone Uno                   | + 0 s           |

## Classement général
Quelques changements au classement général à la suite de cette étape. Le Français Cédric Vasseur (Gan) conserve la tête du classement général. Il devance toujours l'Allemand Erik Zabel (Deutsche Telekom). L'Italien Mario Cipollini (Saeco-Estro), qui a abandonné en cours d'étape, quitte naturellement le podium. Chris Boardman remonte donc en troisième position du classement. Le Belge Frank Vandenbroucke (Mapei-GB) est pris une cassure due à une chute dans le final et perd 50 secondes, il quitte également le top 10. Au contraire, Oscar Camenzind (Mapei-GB) et Davide Rebellin (La Française des jeux) y font leur entrée.
| \| Classement général \| Classement général \| Classement général \| Classement général \| Classement général \| \| Coureur \| Coureur \| Pays \| Équipe \| Temps \| \| ------------------ \| ------------------ \| ------------------ \| --------------------- \| ------------------ \| \| 1er \| Cédric Vasseur \| France \| Gan \| 38 h 23 min 59 s \| \| 2e \| Erik Zabel \| Allemagne \| Deutsche Telekom \| + 1 min 49 s \| \| 3e \| Chris Boardman \| Royaume-Uni \| Gan \| + 2 min 54 s \| \| 4e \| Jan Ullrich \| Allemagne \| Deutsche Telekom \| + 2 min 56 s \| \| 5e \| Stuart O'Grady \| Australie \| Gan \| + 3 min 03 s \| \| 6e \| Frédéric Moncassin \| France \| Gan \| + 3 min 04 s \| \| 7e \| Abraham Olano \| Espagne \| Banesto \| + 3 min 04 s \| \| 8e \| Laurent Jalabert \| France \| ONCE \| + 3 min 06 s \| \| 9e \| Oscar Camenzind \| Suisse \| Mapei-GB \| + 3 min 22 s \| \| 10e \| Davide Rebellin \| Italie \| La Française des jeux \| + 3 min 24 s \| |                    |             |                       |                  |
| |                    |             |                       |                  |
| |                    |             |                       |                  |
| Classement général |                    |             |                       |                  |
| Coureur | Coureur            | Pays        | Équipe                | Temps            |
| 1er | Cédric Vasseur     | France      | Gan                   | 38 h 23 min 59 s |
| 2e | Erik Zabel         | Allemagne   | Deutsche Telekom      | + 1 min 49 s     |
| 3e | Chris Boardman     | Royaume-Uni | Gan                   | + 2 min 54 s     |
| 4e | Jan Ullrich        | Allemagne   | Deutsche Telekom      | + 2 min 56 s     |
| 5e | Stuart O'Grady     | Australie   | Gan                   | + 3 min 03 s     |
| 6e | Frédéric Moncassin | France      | Gan                   | + 3 min 04 s     |
| 7e | Abraham Olano      | Espagne     | Banesto               | + 3 min 04 s     |
| 8e | Laurent Jalabert   | France      | ONCE                  | + 3 min 06 s     |
| 9e | Oscar Camenzind    | Suisse      | Mapei-GB              | + 3 min 22 s     |
| 10e | Davide Rebellin    | Italie      | La Française des jeux | + 3 min 24 s     |

## Classements annexes
| Classement par points | Classement par points | Classement par points | Classement par points | Classement par points |
| Coureur               | Coureur               | Pays                  | Équipe                | Points                |
| --------------------- | --------------------- | --------------------- | --------------------- | --------------------- |
| 1er                   | Erik Zabel            | Allemagne             | Deutsche Telekom      | 193 pts               |
| 2e                    | Frédéric Moncassin    | France                | Gan                   | 145 pts               |
| 3e                    | Jeroen Blijlevens     | Pays-Bas              | TVM-Farm Frites       | 133 pts               |
| 4e                    | Robbie McEwen         | Australie             | Rabobank              | 100 pts               |
| 5e                    | Mario Traversoni      | Italie                | Mercatone Uno         | 98 pts                |

| Classement par points | Classement par points | Classement par points | Classement par points | Classement par points |
| Coureur               | Coureur               | Pays                  | Équipe                | Points                |
| --------------------- | --------------------- | --------------------- | --------------------- | --------------------- |
| 1er                   | Erik Zabel            | Allemagne             | Deutsche Telekom      | 193 pts               |
| 2e                    | Frédéric Moncassin    | France                | Gan                   | 145 pts               |
| 3e                    | Jeroen Blijlevens     | Pays-Bas              | TVM-Farm Frites       | 133 pts               |
| 4e                    | Robbie McEwen         | Australie             | Rabobank              | 100 pts               |
| 5e                    | Mario Traversoni      | Italie                | Mercatone Uno         | 98 pts                |

| Classement de la montagne | Classement de la montagne | Classement de la montagne | Classement de la montagne       | Classement de la montagne |
| Coureur                   | Coureur                   | Pays                      | Équipe                          | Points                    |
| ------------------------- | ------------------------- | ------------------------- | ------------------------------- | ------------------------- |
| 1er                       | Laurent Brochard          | France                    | Festina-Lotus                   | 41 pts                    |
| 2e                        | Cyril Saugrain            | France                    | Cofidis-Le Crédit par Téléphone | 11 pts                    |
| 3e                        | Artūras Kasputis          | Lituanie                  | Casino, c'est votre équipe      | 10 pts                    |
| 4e                        | Flavio Vanzella           | Italie                    | La Française des jeux           | 8 pts                     |
| 5e                        | François Simon            | France                    | Gan                             | 6 pts                     |

| Classement de la montagne | Classement de la montagne | Classement de la montagne | Classement de la montagne       | Classement de la montagne |
| Coureur                   | Coureur                   | Pays                      | Équipe                          | Points                    |
| ------------------------- | ------------------------- | ------------------------- | ------------------------------- | ------------------------- |
| 1er                       | Laurent Brochard          | France                    | Festina-Lotus                   | 41 pts                    |
| 2e                        | Cyril Saugrain            | France                    | Cofidis-Le Crédit par Téléphone | 11 pts                    |
| 3e                        | Artūras Kasputis          | Lituanie                  | Casino, c'est votre équipe      | 10 pts                    |
| 4e                        | Flavio Vanzella           | Italie                    | La Française des jeux           | 8 pts                     |
| 5e                        | François Simon            | France                    | Gan                             | 6 pts                     |

| Classement du meilleur jeune | Classement du meilleur jeune | Classement du meilleur jeune | Classement du meilleur jeune | Classement du meilleur jeune |
| Coureur                      | Coureur                      | Pays                         | Équipe                       | Temps                        |
| ---------------------------- | ---------------------------- | ---------------------------- | ---------------------------- | ---------------------------- |
| 1er                          | Jan Ullrich                  | Allemagne                    | Deutsche Telekom             | 38 h 26 min 55 s             |
| 2e                           | Stuart O'Grady               | Australie                    | Gan                          | + 7 s                        |
| 3e                           | David Etxebarria             | Espagne                      | ONCE                         | + 46 s                       |
| 4e                           | Frank Vandenbroucke          | Belgique                     | Mapei-GB                     | + 54 s                       |
| 5e                           | Peter Luttenberger           | Autriche                     | Rabobank                     | + 1 min 17 s                 |

| Classement du meilleur jeune | Classement du meilleur jeune | Classement du meilleur jeune | Classement du meilleur jeune | Classement du meilleur jeune |
| Coureur                      | Coureur                      | Pays                         | Équipe                       | Temps                        |
| ---------------------------- | ---------------------------- | ---------------------------- | ---------------------------- | ---------------------------- |
| 1er                          | Jan Ullrich                  | Allemagne                    | Deutsche Telekom             | 38 h 26 min 55 s             |
| 2e                           | Stuart O'Grady               | Australie                    | Gan                          | + 7 s                        |
| 3e                           | David Etxebarria             | Espagne                      | ONCE                         | + 46 s                       |
| 4e                           | Frank Vandenbroucke          | Belgique                     | Mapei-GB                     | + 54 s                       |
| 5e                           | Peter Luttenberger           | Autriche                     | Rabobank                     | + 1 min 17 s                 |

| Classement par équipes | Classement par équipes     | Classement par équipes | Classement par équipes |
| Équipe                 | Équipe                     | Pays                   | Temps                  |
| ---------------------- | -------------------------- | ---------------------- | ---------------------- |
| 1re                    | Gan                        | France                 |                        |
| 2e                     | Deutsche Telekom           | Allemagne              | + 3 min 38 s           |
| 3e                     | US Postal Service          | États-Unis             | + 3 min 42 s           |
| 4e                     | Casino, c'est votre équipe | France                 | + 4 min 29 s           |
| 5e                     | Mapei-GB                   | Italie                 | + 5 min 10 s           |

| Classement par équipes | Classement par équipes     | Classement par équipes | Classement par équipes |
| Équipe                 | Équipe                     | Pays                   | Temps                  |
| ---------------------- | -------------------------- | ---------------------- | ---------------------- |
| 1re                    | Gan                        | France                 |                        |
| 2e                     | Deutsche Telekom           | Allemagne              | + 3 min 38 s           |
| 3e                     | US Postal Service          | États-Unis             | + 3 min 42 s           |
| 4e                     | Casino, c'est votre équipe | France                 | + 4 min 29 s           |
| 5e                     | Mapei-GB                   | Italie                 | + 5 min 10 s           |